# Лязево
Ля́зево (фин. Läsänmäki, Läsämäki) — деревня в Гатчинском муниципальном округе Ленинградской области.

## История
ЛЯЗИЕВА — деревня князя Витгенштейна, по просёлочной дороге, число дворов — 11, число душ — 31 м. п.(1856 год)

ЛЯЗЕВО — деревня владельческая при речке Мондовке, число дворов — 11, число жителей: 32 м. п., 48 ж. п.; Волостное правление. (1862 год)

В конце XIX — начале XX века деревня административно относилась к Рождественской волости 2-го стана Царскосельского уезда Санкт-Петербургской губернии. Население деревни было однородным — финским.
В 1913 году деревня насчитывала 17 крестьянских дворов. Население деревни было исключительно финским.
Согласно данным переписи населения СССР 1926 года в деревне Лампово Кургинского сельсовета Рождественской волости Троцкого уезда проживали 177 человек, большинство финны, а также русские и эстонцы. В 1928 году население деревни также составляло 177 человек.

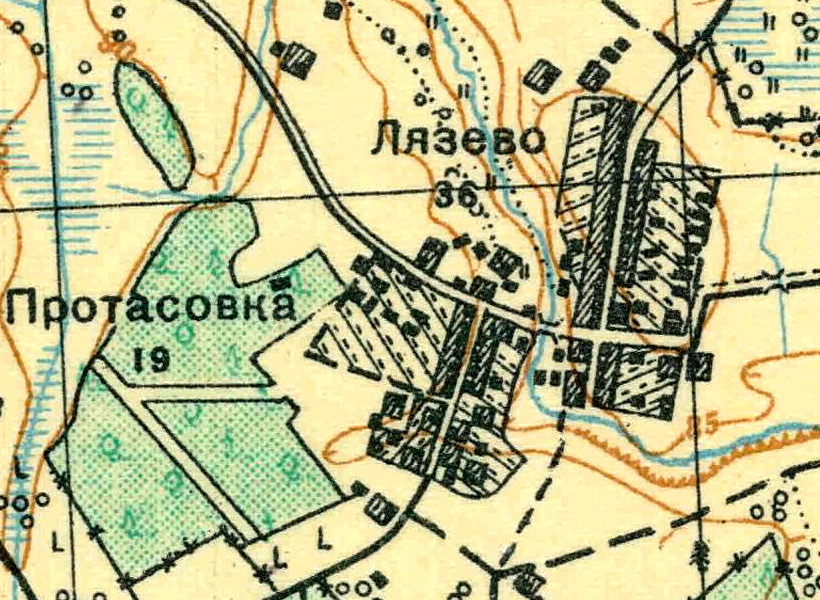
План деревни Лязево. 1931 год

Согласно топографической карте 1931 года деревня насчитывала 36 дворов и располагалась смежно с деревней Протасовка.
По данным 1933 года деревня Лязево входила в состав Орлинского сельсовета Красногвардейского района.
C 1 августа 1941 года по 31 декабря 1943 года находилась в оккупации.
В 1958 году население деревни составляло 138 человек.
По данным 1966, 1973 и 1990 годов деревня Лязево входила в состав Сиверского сельсовета Гатчинского района.
В 1997 году в деревне проживал 41 человек, в 2002 году — 44 человека (русские — 77%), в 2007 году — 36.

## География
Деревня расположена в юго-западной части района близ автодороги 41К-099 (Сиверский — Куровицы).
Расстояние до административного центра поселения, посёлка городского типа Дружная Горка — 3 км.
Расстояние до ближайшей железнодорожной станции Сиверская — 9 км.
Деревня находится на левом берегу реки Моховка (Лязевка).

## Демография
| 1862 | 2007 | 2010 | 2017 |
| ---- | ---- | ---- | ---- |
| 80   | ↘36  | ↘16  | →16  |

### Национальный состав
Согласно данным Всероссийской переписи населения 2021 года в деревне проживали 12 человек, все русские.